# Lepidammodytes
Genre
Lepidammodytes est un genre de poissons de la famille des Ammodytidae.

## Liste desespècesde cegenre
- Lepidammodytes macrophthalmus, Ida, Sirimontaporn & Monkolprasit 1994